# Metabemisia filicis
Metabemisia filicis là một loài côn trùng cánh nửa trong họ Aleyrodidae, phân họ Aleyrodinae.
Metabemisia filicis được Mound miêu tả khoa học đầu tiên năm 1967.